# Marcin Badeni

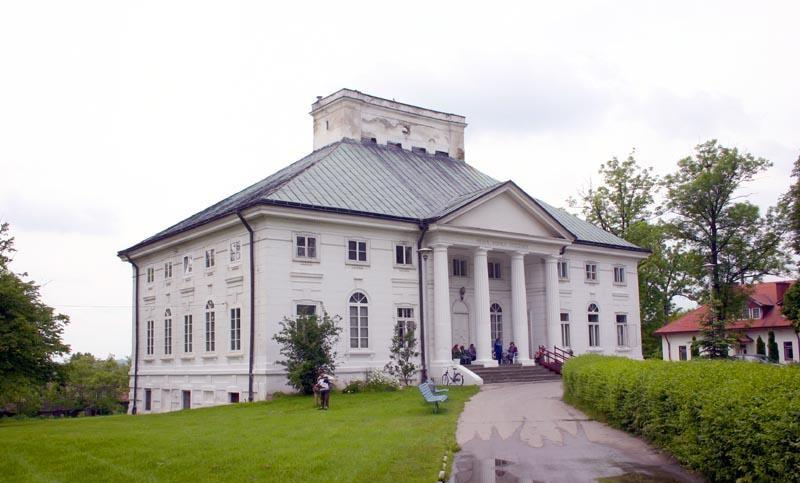
Pałac Badenich w Bejscach

Marcin Badeni herbu Bończa (ur. 1751, zm. 12 listopada 1824) – członek Rady Generalnej Konfederacji Generalnej Królestwa Polskiego w 1812 roku, polski mąż stanu okresu Księstwa Warszawskiego i Królestwa Kongresowego, działacz gospodarczy, szambelan Stanisława Augusta Poniatowskiego.

## Życiorys
Pochodził z rodziny szlacheckiej Badenich, był synem Sebastiana, sędziego, i Marianny Lisowskiej. Żoną Marcina była Marianna Wawrzecka (1762-1824) siostra generała Tomasza Wawrzeckiego. Jego synem był Sebastian Badeni. 
Był dyrektorem III kancelarii przybocznej króla, wybrany komisarzem Komisji Policji Obojga Narodów w 1791 roku, członkiem Zgromadzenia Przyjaciół Konstytucji Rządowej.
Członek Komisji Dyrekcji Biletów Kasowych Księstwa Warszawskiego w latach 1810–1813. Radca Rady Stanu Księstwa Warszawskiego w 1811 roku, dyrektor generalny Dyrekcji Dóbr i Lasów Narodowych w 1811 roku. W 1812 roku jako członek Towarzystwa Królewskiego Gospodarczo-Rolniczego przystąpił do Konfederacji Generalnej Królestwa Polskiego.
Senator-wojewoda Królestwa Kongresowego w 1815 roku, senator-wojewoda Królestwa Kongresowego w 1819 roku. Minister sprawiedliwości (1820), dyrektor kancelarii Stanisława Augusta Poniatowskiego. Do grona osób, z którymi utrzymywał bliskie kontakty, należeli: Franciszek Karpiński, Kajetan Koźmian, Julian Ursyn Niemcewicz i Stanisław Staszic.

Jego nazwisko stało się synonimem ogłady towarzyskiej, gdyż znany był z poczucia humoru i umiejętności taktownego zachowania. Trafnie też ocenił Dekret grudniowy znoszący chłopską niewolę:

takowe nadanie wolności bez własności ściągało wprawdzie kajdany, lecz zarazem i buty

W podobny sposób opisał swobody, jakie zapewniać miała Konstytucja Królestwa Polskiego:

Konstytucja była na stole, ale bat pod stołem. Teraz bat jest na stole, konstytucja pod stołem.

Swoją działalnością w rodzinnych dobrach stał się symbolem gospodarności. Znane jest przysłowie: „Kto ma Bejsce, Podolany, może siadać między pany. Kto ma Bejsce, ma dobre miejsce”.
W kaplicy w Bejscach znajduje się urna z jego sercem.

## Ordery i odznaczenia
- Order Świętego Stanisława (1790)[15].
- Order Orła Białego (1818)[16].